# Ray Collins (acteur)
Ray Collins (Sacramento, 10 december 1889 – Santa Monica, Californië, 11 juli 1965) was een Amerikaans acteur.

## Levensloop
Collins was de zoon van een bekend toneelrecensent. Hij begon op 14-jarige leeftijd met acteren in het theater. Later speelde hij bij gezelschappen om uiteindelijk op Broadway te belanden. In het midden van de jaren dertig was hij een ervaren toneelspeler en radioacteur, toen hij lid werd van het Mercury Theatre van Orson Welles. Met het Mercury Theatre was hij onder andere te horen in het beroemde hoorspel The War of the Worlds, waar hij meerdere rollen speelde, waaronder die van de laatste nog levende nieuwslezer. Toen Welles naar Hollywood vertrok, ging hij mee. In 1941 speelde hij zijn eerste grote filmrol als Boss Jim Gettys in Welles' Citizen Kane. Ook was hij te zien in zijn volgende film, The Magnificent Ambersons. Hierna speelde hij in meer dan vijfenzeventig rollen in een grote verscheidenheid aan films. Tussen 1957 en 1965 speelde hij Lt. Tragg in de langlopende televisieserie Perry Mason.
Collins overleed op 75-jarige leeftijd aan emfyseem.

## Filmografie (selectie)
- Citizen Kane (1941)
- The Magnificent Ambersons (1942)
- The Human Comedy (1943)
- See Here, Private Hargrove (1944)
- Crack-Up (1946)
- A Night in Paradise (1946)
- Badman's Territory (1946)
- The Bachelor and the Bobby-Soxer (1947)
- A Double Life (1947)
- For the Love of Mary (1948)
- The Man from Colorado (1948)
- Homecoming (1948)
- Good Sam (1948)
- Francis (1950)
- Kill the Umpire (1950)
- The Racket (1951)
- Vengeance Valley  (1951)
- Ma and Pa Kettle Back on the Farm (1951)
- The Kid from Left Field (1953)
- Ma and Pa Kettle on Vacation (1953)
- Perry Mason (televisieserie, 1957-1965)